# Organo della chiesa di San Nicola ad Almenno San Salvatore
L'organo Antegnati della chiesa di San Nicola di Almenno San Salvatore costituisce uno dei pochissimi esempi di organi rinascimentali di scuola italiana e di attribuzione certa sopravvissuti nella loro struttura originaria e recuperato all'uso musicale grazie ad un restauro conclusosi nel 1996 e condotto a termine con criteri rigorosamente filologici.

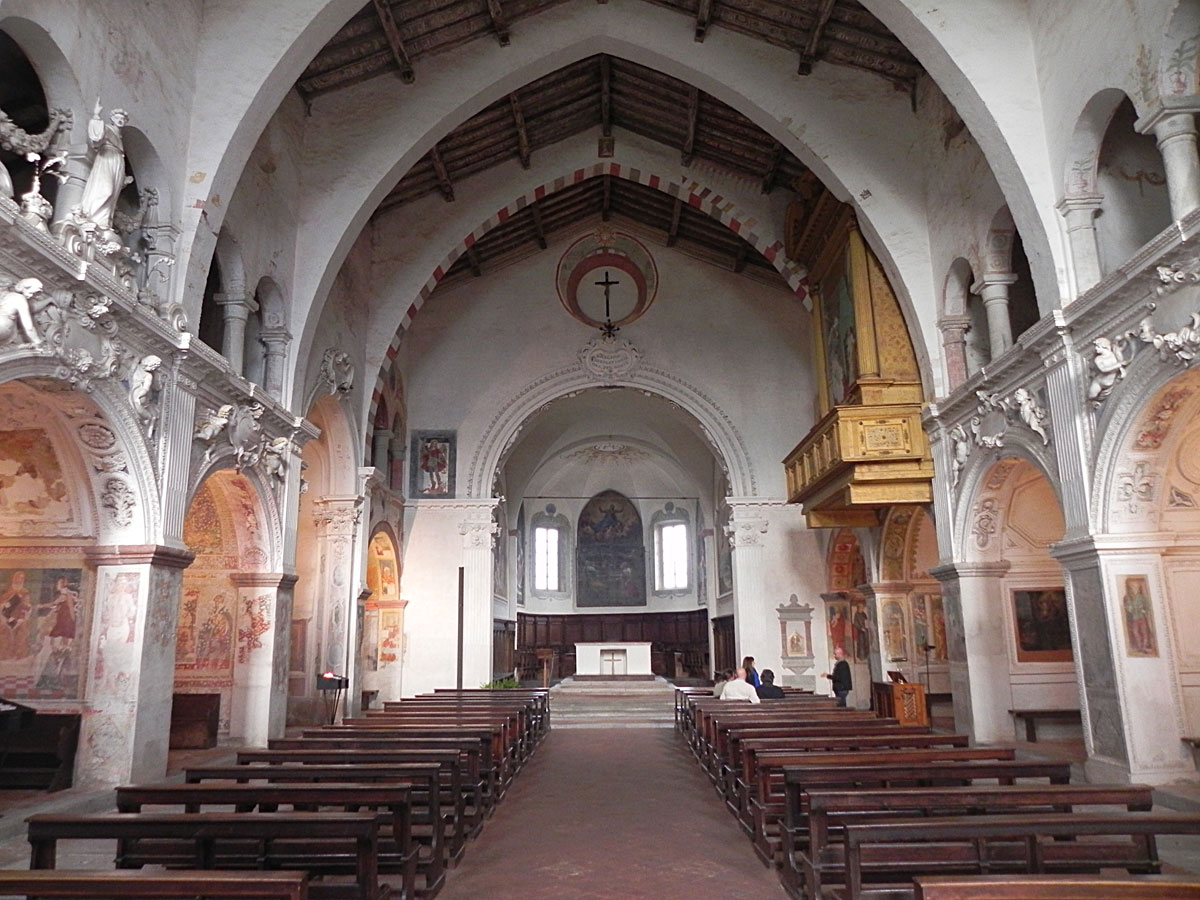
Almenno San Salvatore, chiesa di San Nicola

## Le origini
Nel 1588, ad un secolo esatto dalla posa della prima pietra della chiesa di Santa Maria della Consolazione (San Nicola) di Almenno San Salvatore (BG)  settant'anni dopo la sua consacrazione, gli Agostiniani Eremitani decidono di dotare la chiesa di un organo con la funzione primaria di dare l'intonazione e di alternare con il coro l'esecuzione in canto gregoriano della messa e delle varie ore dell'ufficiatura. I religiosi decidono di commissionare il nuovo strumento agli Antegnati, i celebri maestri organari bresciani del Rinascimento, simbolo dell'eccellenza della tradizione organaria classica italiana, a quel tempo sicuramente gli artisti più quotati, cui davano la preferenza gli organisti migliori e i committenti più raffinati. Costanzo (1549 - 1624), rappresentante più celebre della nobile dinastia di organari e autore del manufatto, allorché nella bottega aveva «maneggio & cura» sotto la guida del padre Graziadio, ne fa chiara menzione ne l'Arte Organica, il suo famoso trattato, fonte diretta e importante per conoscere l'operato degli Antegnati ed avvicinare la pratica organistica italiana del periodo classico.

## Lo strumento
L'organo - di otto piedi, «proportionato alla giesa» - viene collocato sopra la quinta cappella di destra, interrompendo il matroneo che corre a metà altezza della navata per far posto alla cantoria e alla cassa, riccamente intagliata e decorata, completa di due portelle con tele dipinte intus et extra, atte a coprire il magnifico prospetto, costituito da 25 canne di stagno del registro Principale, suddivise in 5 campate (5/5/5/5/5) tutte disposte a cuspide, munite di "organetti morti" (canne mute) sopra le campate minori con pari numero di canne. L'ambito della tastiera è di 45 note (Do1 - Do5) con prima ottava corta, mentre quello della pedaliera, a leggio, (sempre con prima ottava corta) è di 14 note (Do1 - Fa2). I tre mantici, che alimentano il somiere a "vento" di nove pettini - sormontato dal crivello con superficie in cuoio - sono collocati sul matroneo. Unico accessorio è il Tremolo, ubicato a sinistra della tastiera.
La selezione rigorosa, volutamente ristretta, della concezione sonora antegnatiana, pensata per raggiungere con pochi registri «tale excellentia che siano (gli organi) perfetti, sonori et consonanti» consta della seguente disposizione fonica:
| Manuale         |      |
| Principale      | [8'] |
| Ottava          |      |
| Decimaquinta    |      |
| Decimanona      |      |
| Vigesimaseconda |      |
| Vigesimasesta   |      |
| Cornetto        |      |
| Flauto in VIII  |      |
| Flauto in XII   |      |
| Voce umana      |      |
| Contrabbassi    |      |

I religiosi, e con loro tutta la popolazione almennese, fanno fronte a un impegno economico non indifferente, ma senza dubbio giustificato, poiché l'organo «per quei tempi era pregevole sia per la messa di voci sia per la cantoria tutta a pittura e a oro».
Verosimilmente attorno alla metà del Settecento, lo strumento è sottoposto ad un radicale intervento di manutenzione e all'originale disposizione fonica vengono aggiunti due nuovi timbri: il Cornetto a tre canne per tasto e i Contrabbassi. L'autore dell'operazione è ignoto, ma certamente di scuola lombarda.
In questo periodo nella Bergamasca simili lavori sono effettuati da Giuseppe Serassi, fondatore della celebre famiglia organaria, e da Antonio Bossi, suo illustre collega e concorrente nella costruzione di organi. Verso la fine dell'Ottocento, per il glorioso Antegnati inizia una parabola discendente: già agli inizi di questo secolo versa in condizioni precarie; il disuso lo rende, attorno al 1930, certamente inefficiente; l'asportazione di parte delle canne ci ha consegnato lo strumento in pietose condizioni di abbandono. Risultati di ricerche rese pubbliche nel 1990 iniziano a diffondere ed alimentare un certo interesse. È l'inizio della rinascita.

## Il restauro
Tra studi preliminari ed esecuzione vera e propria delle opere, approvate dalle Soprintendenze competenti, il restauro dell'Antegnati, portato a termine nel 1996 dall'organaro Marco Fratti di Campogalliano (Mo) e dedicato alla memoria di Giampiero Lurani Cernuschi, è il frutto di sei anni di lavoro oltremodo impegnativo e rigoroso.
Nomi illustri nel campo organistico - primo tra tutti quello di Luigi Ferdinando Tagliavini - organologico e pittorico, coinvolti gratuitamente nell'ambizioso progetto, hanno riconosciuto l'indiscussa rarità dello strumento, ne hanno raccomandato l'irrinunciabile e urgente ripristino. La Parrocchia di Almenno San Salvatore, la famiglia Lurani Cernuschi e la Sezione di Bergamo di Italia Nostra - promotori del "Comitato per il restauro dell'organo Antegnati", presieduto da Maddalena Fachinetti Maggi, hanno seguito con scrupolosa attenzione tutte le varie fasi dell'operazione fino al suo compimento, supportati dalla già menzionata consulenza altamente qualificata. Il restauro ha interessato anche la cassa, la cantoria, i quattro dipinti su tela delle portelle attribuite a Pier Maria Bagnadore, la porzione di soffitto soprastante e parte delle due pareti interne delle arcate adiacenti alla struttura. L'operazione è stata realizzata dal Laboratorio di Antonio Zaccaria e Marzia Daina di Bergamo.
Come coronamento all'intero progetto, un'elegante pubblicazione ha presentato le relazioni, gli studi, le analisi, i rilievi e una ricca documentazione fotografica di questa testimonianza organologica di prim'ordine.